# Schizophrenic
Schizophrenic es el primer álbum por JC Chasez, conocido por ser uno de los cantantes de la banda pop 'N Sync. Fue lanzado el 24 de febrero, del 2004.

## Información del álbum
Después de un año de ausencia de hacer música con 'N Sync, Chasez colaboró con un amigo y productor Rob Boldt escribiendo la canción "Blowin' Me Up (With Her Love)", para el soundtrack de la película Drumline. 
Fue su primer sencillo lanzado solo en 8 años. El álbum tiene 15 canciones, todas escritas y producidas por Chasez, trabajando con productores cómo Rob Boldt, Basement Jaxx y Rip Rock.
Chasez intentó producir un álbum diferente al estilo que tenía con 'N Sync, el resultado es demostrado en las canciones cómo "Some Girls (Dance With Women)" y "All Day Long I Dream About Sex".

## Listado de canciones
1. "Some Girls (Dance with Women)" - 4:32
2. "She Got Me" - 3:27
3. "100 Ways" - 4:14
4. "Mercy" - 4:24
5. "Build My World" - 4:15
6. "Something Special" - 3:52
7. "If You Were My Girl" - 5:24
8. "Shake It" - 4:33
9. "All Day Long I Dream About Sex" - 6:05
10. "One Night Stand" - 3:23
11. "Come to Me" - 5:58
12. "Dear Goodbye" - 5:01
13. "Everything You Want" - 4:29
14. "Lose Myself" - 4:58
15. "Right Here (By Your Side)" - 2:43
16. "Blowin' Me Up (with Her Love)" - 4:50
17. "Some Girls (Dance with Women)" [Remix] (featuring Dirt McGirt) - 3:54

## Posicionamiento
| Listas (2004)      | Posición |
| ------------------ | -------- |
| U.S. Billboard 200 | 17       |